# پیپرازین
پیپرازین (به انگلیسی: Piperazine)
رده درمانی: داروهای ضدانگل
اشکال دارویی: شربت

## موارد مصرف
پیپرازین سیترات برای درمان آلودگی به کرم سنجاقی (کرمک) مورد استفاده قرار می‌گیرد و نیز آلودگی با کرم گرد یا آسکاریازیس

## مکانیسم اثر
پیپرازین با اثر آگونیستی روی گیرنده‌های  GABA موجب فلج عضلات کرم و دفع آن از بدن می‌شود.

## ساختار شیمیایی
پیپرازین یک ترکیب شیمیایی با شناسه پاب‌کم 4837 است. که جرم مولی آن 86.136 g/mol می‌باشد. شکل ظاهری این ترکیب، جامد بلوری سفید است.

## عوارض جانبی
تهوع و استفراغ، دل درد، اسهال، واکنش‌های آلرژیک ( شامل کهیر، اسپاسم برونش و موارد نادری از سندرم استیونس، جانسون، و آنژیوادم) تاری دید، حساسیت به نور